# Jeon Sang-guen
Jeon Sang-Guen (kor. 전상균; ur. 28 lutego 1981 w Gangwon) – koreański sztangista, brązowy medalista igrzysk olimpijskich i mistrzostw świata.
Startował w kategorii powyżej 105 kg. W 2010 roku został wicemistrzem igrzysk azjatyckich, dwa lata później zaś wystąpił na igrzyskach olimpijskich w Londynie, gdzie wywalczył brązowy medal. W zawodach tych wyprzedzili go jedynie dwaj Irańczycy: Behdad Salimi i Sajjad Anoushiravani. Pierwotnie Jeon zajął czwarte miejsce, jednak w 2021 roku zdyskwalifikowany za doping został Rosjanin Rusłan Ałbiegow (3. miejsce), a brązowy medal przyznano Koreańczykowi. Brał też udział w igrzyskach olimpijskich w Pekinie w 2008 roku, jednak nie został sklasyfikowany.
Zdobył także brązowy medal mistrzostw świata w Paryżu w 2011 roku.

## Osiągnięcia
| Rok  | Zawody             | Miasto | Miejsce | Kategoria      | Wynik  |
| ---- | ------------------ | ------ | ------- | -------------- | ------ |
| 2011 | Mistrzostwa świata | Paryż  | 3       | powyżej 105 kg | 433 kg |